# Tipula lucasi
Tipula lucasi är en tvåvingeart som beskrevs av Günther Theischinger 1987. Tipula lucasi ingår i släktet Tipula och familjen storharkrankar. Inga underarter finns listade i Catalogue of Life.